# Östtimor i olympiska sommarspelen 2016
Östtimor deltog med tre deltagare vid de olympiska sommarspelen 2016 i Rio de Janeiro. Ingen av landets deltagare erövrade någon medalj.

## Cykling

### Mountainbike
| Idrottare         | Gren                  | Tid          | Placering |
| ----------------- | --------------------- | ------------ | --------- |
| Francelina Cabral | Damernas mountainbike | LAP (5 varv) | 28        |

## Friidrott
Förkortningar
- Notera– Placeringar avser endast det specifika heatet.
- Q = Tog sig vidare till nästa omgång
- q = Tog sig vidare till nästa omgång som den snabbaste förloraren eller, i fältgrenarna, genom placering utan att nå kvalgränsen
- NR = Nationellt rekord
- N/A = Omgången fanns inte i grenen
- Bye = Idrottaren behövde inte tävla i omgången

Bana och väg
| Idrottare            | Gren                  | Heat       | Heat      | Semifinal        | Semifinal        | Final            | Final            |
| Idrottare            | Gren                  | Resultat   | Placering | Resultat         | Placering        | Resultat         | Placering        |
| -------------------- | --------------------- | ---------- | --------- | ---------------- | ---------------- | ---------------- | ---------------- |
| Augusto Ramos Soares | Herrarnas 1 500 meter | 4:11,35 PB | 12        | Gick inte vidare | Gick inte vidare | Gick inte vidare | Gick inte vidare |
| Nélia Martins        | Damernas 1 500 meter  | 5:00,53    | 13        | Gick inte vidare | Gick inte vidare | Gick inte vidare | Gick inte vidare |